# Albert Thomas
Albert Thomas (16 de junio de 1878 Champigny-sur-Marne, Francia a 7 de mayo de 1932) fue un destacado político socialista francés y primer ministro de Armamento de la Tercera República Francesa durante la Primera Guerra Mundial. Tras el Tratado de Versalles, fue nombrado como primer director general de la Oficina Internacional del Trabajo, cargo que ocupó hasta su muerte en 1932.

## Primeros años
Albert Thomas nació en Champigny-sur-Marne el 16 de junio de 1878. En 1898 ingresó en la Escuela Normal Superior, donde estudió historia y ganó una beca que le permitió viajar para visitar Rusia. Otras distinciones educativas le siguieron, incluyendo títulos en literatura e historia en la Universidad de París. En 1904, Thomas fue nombrado miembro del equipo editorial de La Humanidad y elegido concejal del Ayuntamiento de Champigny, donde ocho años más tarde fue elegido alcalde. Como periodista, Thomas escribió para La Información y la Revue socialista, fundó la Revue syndicaliste, y posteriormente lanzó L'Información Obrera et sociale.

## Política y la guerra nacional
En 1910 Albert Thomas fue elegido miembro de la Cámara de Diputados para una de las circunscripciones del departamento del Sena, y fue reelegido en 1914. Se convirtió en miembro de obras públicas, ferrocarriles, y comités de Finanzas de la Cámara, y participó activamente en la conformación de las medidas legislativas, en particular las relativas a las condiciones en las minas, las pensiones de los trabajadores industriales y agrícolas, y las pensiones de los mineros.
Cuando la Primera Guerra Mundial estalló, Thomas sirvió en un regimiento territorial durante algunas semanas, después fue llamado a París, y se coloca en el control de servicios de transporte ferroviario, que actúa como un enlace entre el Estado Mayor General y el Ministerio de Obras Públicas. En octubre de 1914, el gobierno le dio a la tarea de organizar las fábricas con miras a la producción intensiva de municiones. En mayo de 1915 fue nombrado Subsecretario de Estado de Artillería y Municiones, y al año siguiente ministro de municiones. Thomas primero se convirtió en miembro del gabinete el 12 de diciembre de 1915, cuando fue nombrado Subsecretario de Artillería y Municiones en el marco del Ministerio de Guerra. Debido en gran parte a la necesidad de más proyectiles, fue ascendido de nuevo el 12 de diciembre de 1916 y se convierte en ministro de Armamento. Él da respuesta únicamente al primer ministro y posteriormente presidente de la República, Raymond Poincaré. Thomas fue retirado del ministerio el 12 de septiembre de 1917 por Louis Loucheur.

## Paz y comienzos en la OIT
Thomas fue elegido diputado por el Tarn. En noviembre de 1919, durante la sesión inaugural de la Conferencia Internacional del Trabajo en Washington, (a la que él no asistió) el Consejo de Administración de la OIT, lo eligió para ser el director de la Oficina. A partir de ese momento, Albert Thomas se entregó por completo a la labor de la OIT.
Thomas dio a la Organización un fuerte impulso desde el principio. En pocos años, creó un pequeño grupo de funcionarios alojados en una residencia privada en Londres, fue una institución internacional con una plantilla de 400 personas y un edificio propio en Ginebra. En los dos primeros años, se aprobaron 16 convenios internacionales de trabajo y 18 recomendaciones. A partir de 1920, la OIT lanzó un ambicioso programa de publicaciones, que incluía el Boletín Oficial, y la publicación mensual Revista Internacional del Trabajo con otras revistas y periódicos. Como director, Thomas tomó un interés personal en la contratación de un equipo internacional para formar la Secretaría de la Organización. El liderazgo de Thomas ayudó a establecer la imagen de la OIT con un entusiasmo sin límites y una energía explosiva.
La oposición entre los gobiernos nacionales, las organizaciones laborales y patronales de los órganos representativos empezó a desarrollarse, y el optimismo que había prevalecido inmediatamente después del final de la guerra dio paso a la duda y el pesimismo. Algunos miembros pidieron restringir las competencias y actividades de la organización. En primer lugar, se consideró que la conferencia había ido demasiado lejos y rápido en la salida de convenios y recomendaciones. Los gobiernos nacionales y los parlamentos no podían seguir el ritmo. Thomas, señalando el número de ratificaciones decepcionantes llegó a la conclusión de que el exceso de producción de convenios y recomendaciones debía terminar.
El programa de publicaciones de la Oficina se convirtió en el blanco de la crítica, al saber que su investigación no fue objetiva e imparcial.[cita requerida] Al mismo tiempo, se estaban realizando esfuerzos para limitar la competencia de la OIT. En 1921, el gobierno francés adoptó la posición de que la OIT no era competente para tratar los asuntos agrícolas y la Corte Internacional de Justicia pidió que se emitiera una opinión consultiva sobre la cuestión. El Tribunal consideró que la competencia de la OIT se extendía a la reglamentación internacional de las condiciones de trabajo de las personas en la agricultura, pero fue rechazada la interpretación restrictiva de la Constitución. Otros intentos de inducir a la Corte a restringir el ámbito de acción de la OIT también fracasaron en 1922 y 1926.
Otra dificultad grave fue en torno a la financiación de la Organización. Según la Constitución, la OIT dependía de la Liga de las Naciones para su financiación, pero en todos los asuntos de política general la Constitución preveía la OIT tenía una independencia absoluta. En 1923, un grupo de gobiernos trabajó en el Consejo de Administración para reducir el presupuesto de la OIT para aproximadamente 1,4 millones de dólares estadounidenses, que se estableció como un nivel estándar para la OIT.
La restricción del presupuesto consiguió la estabilización y consolidación que los programas y actividades de la OIT necesitaban. Esto, a su vez, tuvo efectos secundarios positivos. Entre 1922 y 1931, la Conferencia siguió reuniéndose cada año, pero solo aprobó 15 convenios y 21 recomendaciones. La limitación de la actividad normativa de los gobiernos nacionales de la OIT permitió dedicar la debida atención a la aplicación de las disposiciones de los acuerdos internacionales en la legislación nacional. Cada vez más países habían ratificado los convenios de la OIT y sus normas y comenzó a ejercer una influencia efectiva en las mejoras de las condiciones de vida y de trabajo. En 1926, una importante innovación fue introducida en la Conferencia Internacional del Trabajo, estableció un sistema de supervisión de la aplicación de las normas, que todavía existe hoy en día. Se creó la Comisión de Expertos, compuesta por juristas independientes encargados de examinar los informes de los gobiernos y presentar su propio informe cada año en la Conferencia.
La estabilización de los programas básicos de la OIT, en ningún sentido se estancó implícitamente. Como director, Thomas siguió inspirando a su personal para que tomaran ventaja a todas las oportunidades para promover los objetivos de la OIT. Él era un gran creyente en la "política de la presencia", y pasó una buena cantidad de tiempo de viaje con el fin de buscar apoyo para los objetivos y funciones de la Organización. Visitó todos los países europeos, así como los países de América del Norte y de América del Sur, China y Japón. En 1932, después de haber asegurado una fuerte presencia de la OIT en el mundo durante trece años, Albert Thomas falleció repentinamente a la edad de cincuenta y tres años.

## Reconocimientos
En 1917, fue proclamado «Ciudadano ilustre de la ciudad de Moscú».